# برج سيل
برج سيل هي ناطحة سحاب قيد الإنشاء تقع في دبي، الإمارات العربية المتحدة.يبلغ طول البرج 360 متر وعند اكتماله سيصبح أطول فندق في العالم، سيتكون البرج من 82 طابق وسيضم 1042 غرفة وجناح.